# Паспалово
Паспалово (също и Паспалево и Паспала; на турски: Armutveren, Армутверен) е село в околия Малък Самоков, вилает Лозенград (Къркларели), Турция. Според оценки на Статистическия институт на Турция през 2018 г. населението на селото е 110 души.

## География
Селото се намира в историко-географската област Източна Тракия, разположено в северните склонове на Странджа, в непосредствена близост до българо-турската граница, на левия бряг на Резовската река (Паспалдереси). От вилаетския център Лозенград (Къркларели) е отдалечено на 45 километра в североизточна посока, а от околийския Малък Самоков (Демиркьой) на 30 в северозападна.

## История
През 19 век Паспалово е българско село в Малкотърновска кааза на Османската империя. Според „Етнография на вилаетите Адрианопол, Монастир и Салоника“, издадена в Константинопол в 1878 година и отразяваща статистиката на населението от 1873 година, Паспалево (Paspalevo) е село в Бунархисарска каза със 100 домакинства и 485 жители българи. Според статистиката на професор Любомир Милетич в 1912 година в селото живеят 84 екзархийски български семейства или 357 души.
На 6 август 1903 г. в сражение при селото с османски потери е убит войводата Георги Кондолов. При потушаването на Илинденско-Преображенското въстание през 1903 година Паспалово силно пострадва. Всичките 120 къщи са ограбени, а населението е избягало. От селото след Преображенското въстание се изселват много българи.
По време на Балканската война 4 души от Паспалово се включват като доброволци в Македоно-одринското опълчение.
Българското население на Паспалово се изселва след Междусъюзническата война в 1913 година. В 1997 година в селото има 209 жители, а в 2000 - 224. Те са наследници на помаци от село Михалково, Девинско, преселили се тук след Балканските войни, които още съхраняват своя език.

## Личности
Родени в Паспалово
- Велико Матов (? – 1913), македоно-одрински опълченец, 3 рота на 13 кукушка дружина, загинал на 1 юли 1913 година[7]
- Вълкан Киров (Вълчан, 1887 – 1913), македоно-одрински опълченец, 2 рота на 13 кукушка дружина, носител на орден „За храброст“ IV степен, починал от рани на 1 юли 1913 година[8]
- Вълчо Иванов Вълчев (1871 – след 1943), български революционер
- Вълчо Тамахкяров (? – 1903), малкотърновски селски войвода на ВМОРО
- Дядо Георги, деец на ВМОРО, четник[9]
- Желю Петков, български революционер от ВМОРО, четник на Петър Ангелов[10]
- Желязко Петров (1881 - ?), деец на ВМОРО, участник в Илинденско-Преображенското въстание в 1903 година с четата на Иван Варналиев[11]
- Иван Тамахкяров (1895 – 1955), четник на ВМОРО
- Костадин Петров (Константин, 1877 – ?), македоно-одрински опълченец, 2 рота на Лозенградската партизанска дружина, 1 рота на 13 кукушка дружина[12]
- Тодор Панчалиев (1880 - 1916), сподвижник на Георги Кондолов, участник в двете Балкански и Първата световна война.
- Желязко Николов (1857 – ?), македоно-одрински опълченец, Нестроева рота на 11 сярска дружина[13]